# Roger Missine
Roger Missine né le 19 décembre 1921 à Ardoye (Flandre-Occidentale) et mort le 4 février 2017 à Ostende (Flandre-Occidentale), est un coureur cycliste belge, professionnel de 1945 à 1949. 

## Palmarès
- 1947
  - 5e des Trois Jours de Flandre-Occidentale
  - 9e du Circuit Mandel-Lys-Escaut
- 1948
  - 7e de Tielt-Anvers-Tielt
  - 8e du Tour de Belgique

## Résultats sur les grands tours

### Tour d'Italie
1 participation
- 1949 : 52e